# Aristolochia grandis
Aristolochia grandis är en piprankeväxtart som beskrevs av William Grant Craib. Aristolochia grandis ingår i släktet piprankor, och familjen piprankeväxter. Inga underarter finns listade i Catalogue of Life.